# Akil Watts
Akil Watts (Fort Wayne, 4 settembre 2000) è un calciatore statunitense, centrocampista del St. Louis City.

## Carriera

### Club
Watts ha iniziato la sua carriera nel 2015 nell'IMG Academy Bradenton, per poi entrare a far parte del settore giovanile del Portland Timbers due anni dopo. Nel 2018 è stato acquistato dal Maiorca, e nel 2019 ha debuttato con la squadra riserve in Tercera División.
Il 6 agosto 2019 ha fatto ritorno negli Stati Uniti dove ha firmato un contratto con il Louisville City. Ha debuttato in USL Championship il 31 agosto seguente nell'incontro pareggiato 1-1 contro l'Indy Eleven. A fine 2021 è rimasto svincolato e nel febbraio del 2022 è stato messo sotto contratto dal St. Louis City, che per il 2022 lo ha assegnato alla propria seconda squadra in attesa di essere affiliato alla MLS. Ha debuttato in MLS Next Pro il 26 marzo nell'incontro vinto 2-0 contro il Rochester N.Y. ed il 9 giugno ha segnato il suo primo gol nell'incontro vinto ai rigori contro il Colorado Rapids 2.
Promosso in prima squadra nel 2023, ha debuttato il 12 marzo nell'incontro di MLS vinto 2-1 contro il Portland Timbers. Ha trovato il primo gol il 25 aprile seguente, in US Open Cup contro l'Union Omaha.

### Nazionale
Nel 2017 ha partecipato con gli Stati Uniti Under-17 al campionato nordamericano ed al campionato mondiale.

## Statistiche

### Presenze e reti nei club
Statistiche aggiornate al 25 giugno 2024.
| Stagione        | Squadra          | Campionato      | Campionato | Campionato | Coppe nazionali | Coppe nazionali | Coppe nazionali | Coppe continentali | Coppe continentali | Coppe continentali | Altre coppe | Altre coppe | Altre coppe | Totale | Totale | Totale |
| Stagione        | Squadra          | Comp            | Pres       | Reti       | Comp            | Pres            | Reti            | Comp               | Pres               | Reti               | Comp        | Pres        | Reti        | Pres   | Reti   |        |
| --------------- | ---------------- | --------------- | ---------- | ---------- | --------------- | --------------- | --------------- | ------------------ | ------------------ | ------------------ | ----------- | ----------- | ----------- | ------ | ------ | ------ |
| 2018-2019       | Maiorca          | TD              | 1          | 0          |                 | -               | -               |                    | -                  | -                  |             | -           | -           | 1      | 0      |        |
| 2019            | Louisville City  | USL             | 4          | 0          |                 | -               | -               |                    | -                  | -                  |             | -           | -           | 4      | 0      |        |
| 2020            | Louisville City  | USL             | 11         | 0          |                 | -               | -               |                    | -                  | -                  |             | -           | -           | 11     | 0      |        |
| 2021            | Louisville City  | USL             | 20         | 0          |                 | -               | -               |                    | -                  | -                  |             | -           | -           | 20     | 0      |        |
| 2022            | St. Louis City 2 | MNP             | 27         | 6          | USCup           | 2               | 0               |                    | -                  | -                  |             | -           | -           | 29     | 6      |        |
| 2023            | St. Louis City 2 | MNP             | 6          | 3          |                 | -               | -               |                    | -                  | -                  |             | -           | -           | 6      | 3      |        |
| 2024            | St. Louis City 2 | MNP             | 4          | 0          |                 | -               | -               |                    | -                  | -                  |             | -           | -           | 4      | 0      |        |
| 2023            | St. Louis City   | MLS             | 20         | 0          | USCup           | 2               | 1               |                    | -                  | -                  | LC          | 1           | 0           | 23     | 1      |        |
| 2024            | St. Louis City   | MLS             | 5          | 0          | USCup           | 0               | 0               | CCC                | 1                  | 0                  | LC          | 0           | 0           | 6      | 0      |        |
| Totale carriera | Totale carriera  | Totale carriera | 98         | 9          |                 | 4               | 1               |                    | 1                  | 0                  |             | 1           | 0           | 104    | 10     |        |